# 文立正
文立正（1911年4月14日-1945年2月22日），原名文立徵，字国遒，是电影《铁道游击队》游击队队长的原型。

## 生平
文立正出生于湖南省衡山县东湖镇天柱村，先后担任八路军115师运河支队政治部主任，铁道游击队政委，中共鲁南区委二地委委员、宣传部长等职，1945年2月22日被日伪军杀害。

## 纪念设施
文立正故居：位于湖南省衡山县东湖镇天柱村，始建于清光绪年间，为湖南省文物保护单位